# Muhammad al-Bakir
Muhammad al-Bakir (ili Muḥammad ibn ‘Alī al-Bāqir; (محمد ابن علي الباقر ) je bio šijitski imam, odnosno Peti imam po Dvanaestnicima i Četvrti imam prema ismailitima. Njegov otac je bio prethodni imam ‘Alī ibn Ḥusayn, a majka mu je bila Fatimah bint al-Hasan. Bio je prvi imam koji je i po očevoj i po majčinoj strani poticao od proroka Muhameda. Dok ga šijiti slave kao svog vođu, među sunitima uživa uzgled kao jedan od najistaknutijih pravnika, odnosno islamskih učenjaka svog vremena.

## Vanjske poveznice
- AL-BAQER  Arhivirana inačica izvorne stranice od 4. ožujka 2009. (Wayback Machine) by Wilferd Madelung, an article in Encyclopædia Iranica
- The Fifth Imam  Arhivirana inačica izvorne stranice od 1. rujna 2012. (Wayback Machine)